# Yendéré
Yendéré är en ort i Burkina Faso.   Den ligger i regionen Cascades, i den sydvästra delen av landet, 400 km sydväst om huvudstaden Ouagadougou. Yendéré ligger 302 meter över havet och antalet invånare är 2 851.
Terrängen runt Yendéré är platt. Närmaste större samhälle är Niangoloko, 10,7 km nordost om Yendéré.
Omgivningarna runt Yendéré är en mosaik av jordbruksmark och naturlig växtlighet. Runt Yendéré är det glesbefolkat, med 13 invånare per kvadratkilometer.